# Marcus Perperna (consul en -92)
Pour les articles homonymes, voir Marcus Perperna.
Marcus Perperna est un homme politique romain d'origine étrusque, notable pour sa longévité. 

## Biographie
Il est le fils du consul éponyme de -130, consul en -92, il est censeur en -86 avec Lucius Marcius Philippus. Sylla tenta de le rallier à sa cause. Son fils, Marcus Perperna Veiento a été exécuté par Pompée. 
Perperna vécut plus longtemps que tous les sénateurs qu'il connu comme consul et mourut en -49 à 98 ans.